# 中國藝術中的猿猴

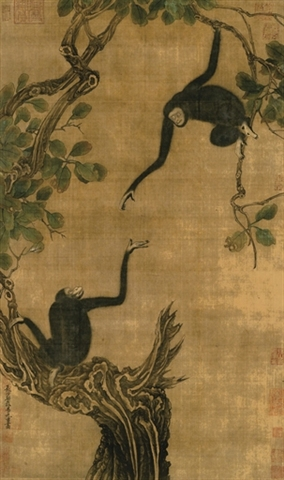
易元吉描绘的两只猿猴

猿猴（包括真實或神話中的猴、長臂猿或其他非人類靈長類動物）在中國文學中是一個重要的題材，有許多象徵意義。從楚辭到李白、杜甫和王維等人的唐詩中都可見其蹤影。《西遊記》主角孫悟空也是一隻猴子。人類也是靈長類動物，在詩詞中有時描寫人和環境的關係、或是把人比喻作猴子（通常帶有負面意味）。

## 生物地理
中國地區有許多靈長類，在現代生物學中區分為不同的科（例如猴科和長臂猿科）、屬、種，中文通稱「猿」或「猴」。

### 長臂猿
長臂猿科下有四屬。現今主要分佈在東亞至南亞的熱帶及亞熱帶雨林，但在中古時代在中國的分佈更廣泛。一直到宋代以前，長臂猿廣泛分佈在華中和華南，之後因森林砍伐和其他棲地破壞大幅限制牠們的分佈。長臂猿主要生活在樹上，叫聲響亮。

### 獼猴

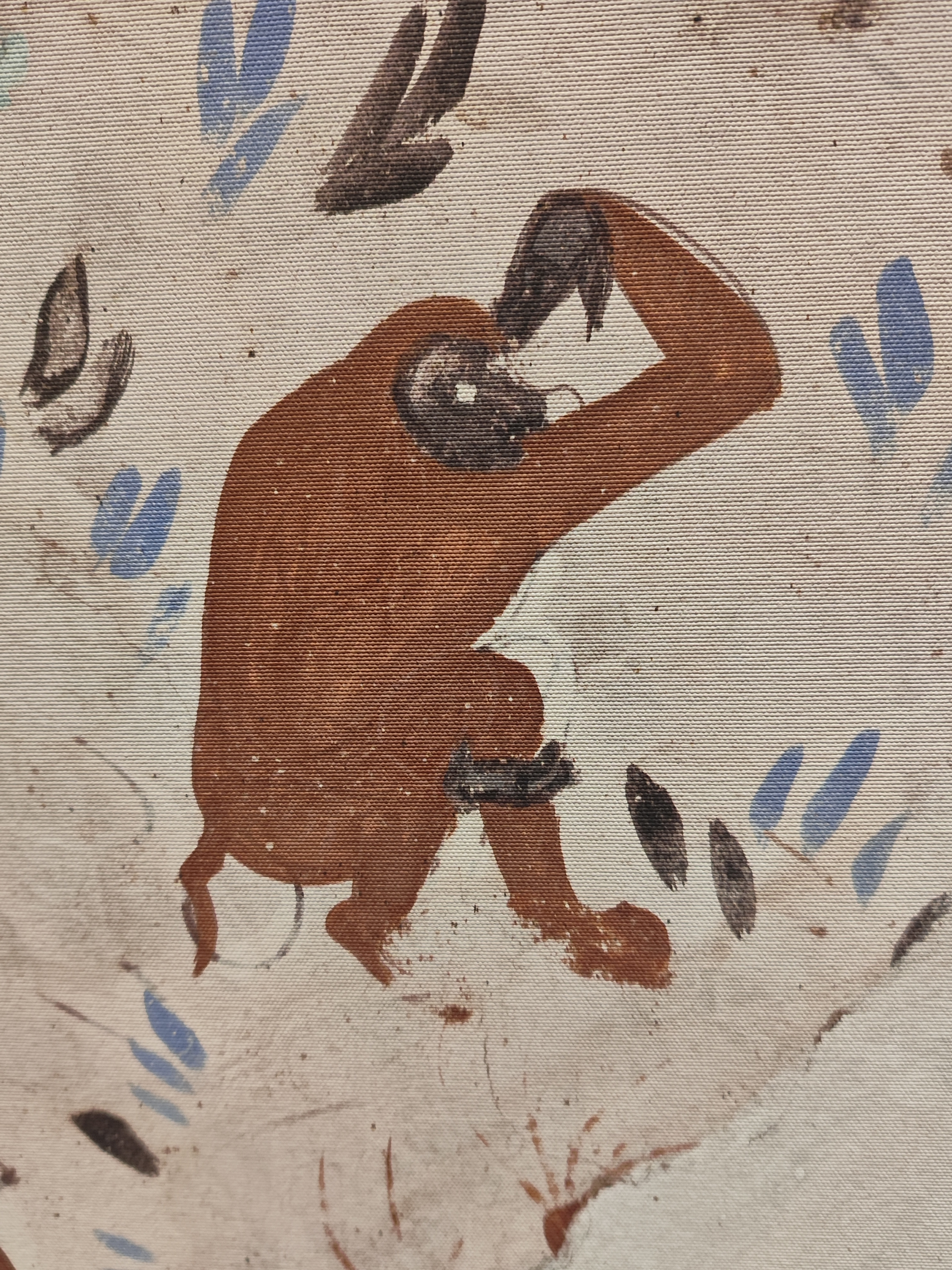
莫高窟第249窟窟顶东坡的猕猴图像

獼猴是舊世界猴底下的一屬，在中國是人類以外分佈最廣的靈長類。和長臂猿一樣在中國古代常見，其叫聲也很響亮。

### 人
人類在中國廣泛分佈至少上千年。直接將人比作猿猴通常是負面的。山水詩描寫人類和諧地處在天然環境中，這種題材在田園詩中延伸到在有限的人工環境，相較下，閨怨詩和邊塞詩等則描寫人類在後宮和邊塞等限制自由的人工環境中的生活。

## 神話
中國神話中動物中，原型可能是猿猴的包括夒、山魈、梟楊等。
十二生肖的第九位是猴。

## 詞彙

「猴」字

漢語有許多字彙用來指各種靈長類，這些字彙在現代生物學中所指稱的動物和古代詩人所指的並不相同。在中古漢語裡，大致有以下字詞用來指靈長類動物，雖然每個字各自有些許傾向用來指特定種類的靈長動物，但詩人不見得堅持這些區分：
- 猴：所有的猴子。
- 獼：獼猴屬的動物。
- 猿：又作「猨」，長臂猿。
- 猱：黃色毛髮的靈長類。
- 猩：指長臂猿。現代生物學中稱為「猩猩」的動物沒有分佈到中國。這個字後來也常用來指長臂猿血的鮮紅色。
- 狒：指長臂猿，現代生物學中稱為「狒狒」的動物沒有分佈到中國。

## 詩詞
猿在中國文學中是君子的象徵，東晉葛洪著的《抱朴子》寫道：「周穆王南征，一軍盡化，君子為猿為鶴，小人為蟲為沙。」相比之下，猴的意象通當較負面，因此有「沫猴而冠」等說法。
在中國詩詞中，長臂猿的啼叫聲常用來營造悲傷的氣氛。
「猩血紅」在唐代用來描寫鮮明的紅色。在描寫布料時，暗示的是染料的珍稀。

### 楚辭
楚國的位置相較於戰國時代的其他國，更偏南，同時，在當時猿猴的分佈也比後來更廣，所以楚辭的時空背景有很多接觸猿猴的機會。屈原建立了流放詩人在荒野中感嘆其被流放的悲傷、孤獨、和懷才不遇的中國文學傳統。楚辭中有許多段落描述猿猴的鳴叫來突顯這種氣氛，後來有許多詩人模仿這種手法。楚辭中的其他元素較少被模仿，許多神鬼和地名都被後世遺忘，這可能是因為那些段落的時代太久遠、或是最初的創作地點不在中原，因此楚辭成書時已經無法考據。

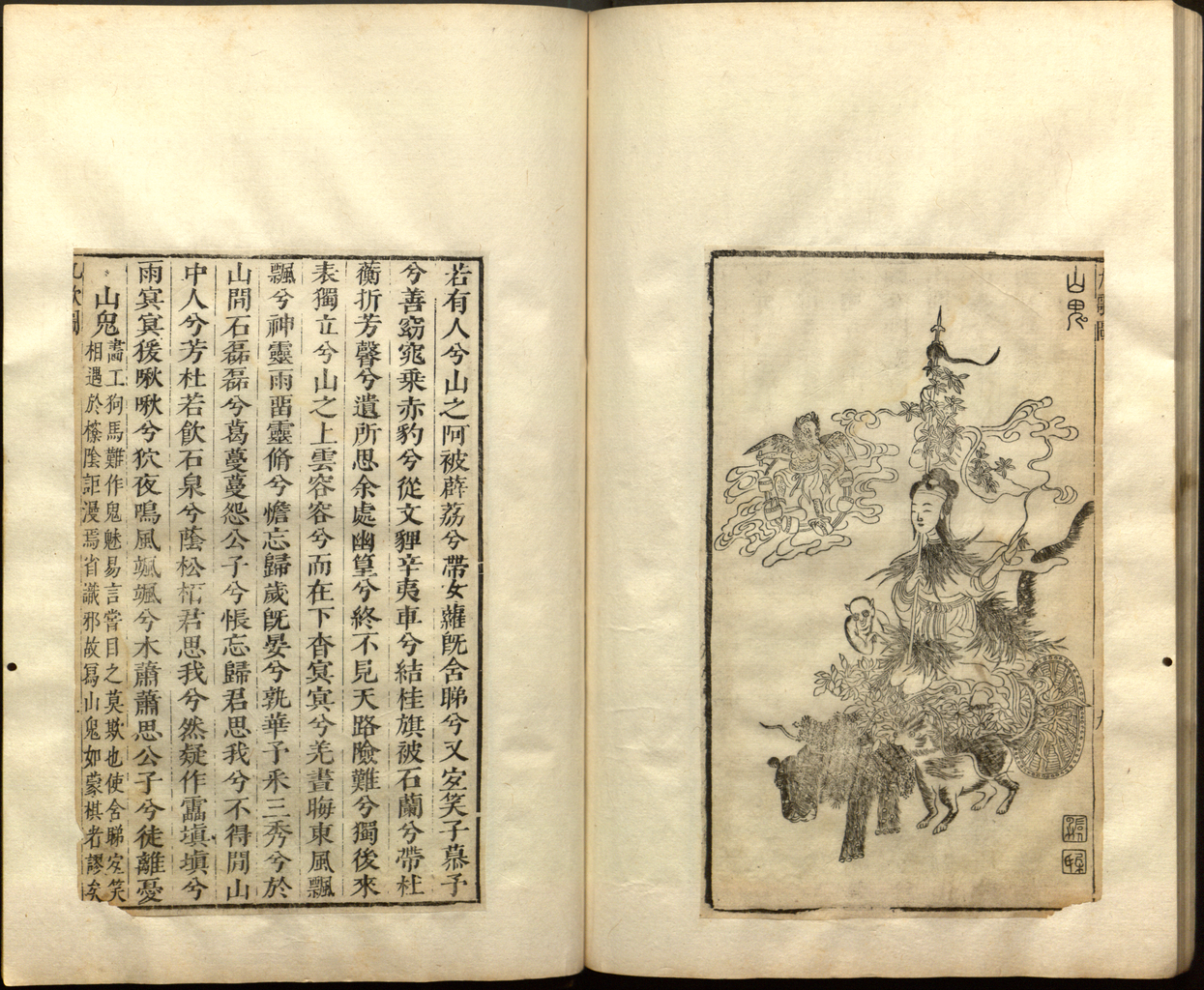
1645年楚辭刻本，展示《九歌》〈山鬼〉以及蕭雲從繪的《離騷圖》。圖中可見山鬼身後的猿猴。

山鬼是代表山的女神，尤其是名山的山鬼，常出現在中國詩詞中。《九歌》〈山鬼〉描述祭祀山鬼的過程，詩中地點不明，有些研究主張是巫山，該地有許多雲霧、雨、以及猿猴。進出四川盆地通常走峽谷間的水路，詩人抬頭可以看見巫山的自然景觀、聽到的是猿猴的響亮叫聲。〈山鬼〉的最後四句提到猿猴：
     雷填填兮雨冥冥
     猿啾啾兮又夜鳴
     風颯颯兮木蕭蕭
     思公子兮徒離憂
猿猴在夜間鳴叫的景象自此以後就一再出現在中國詩詞中。

### 王維

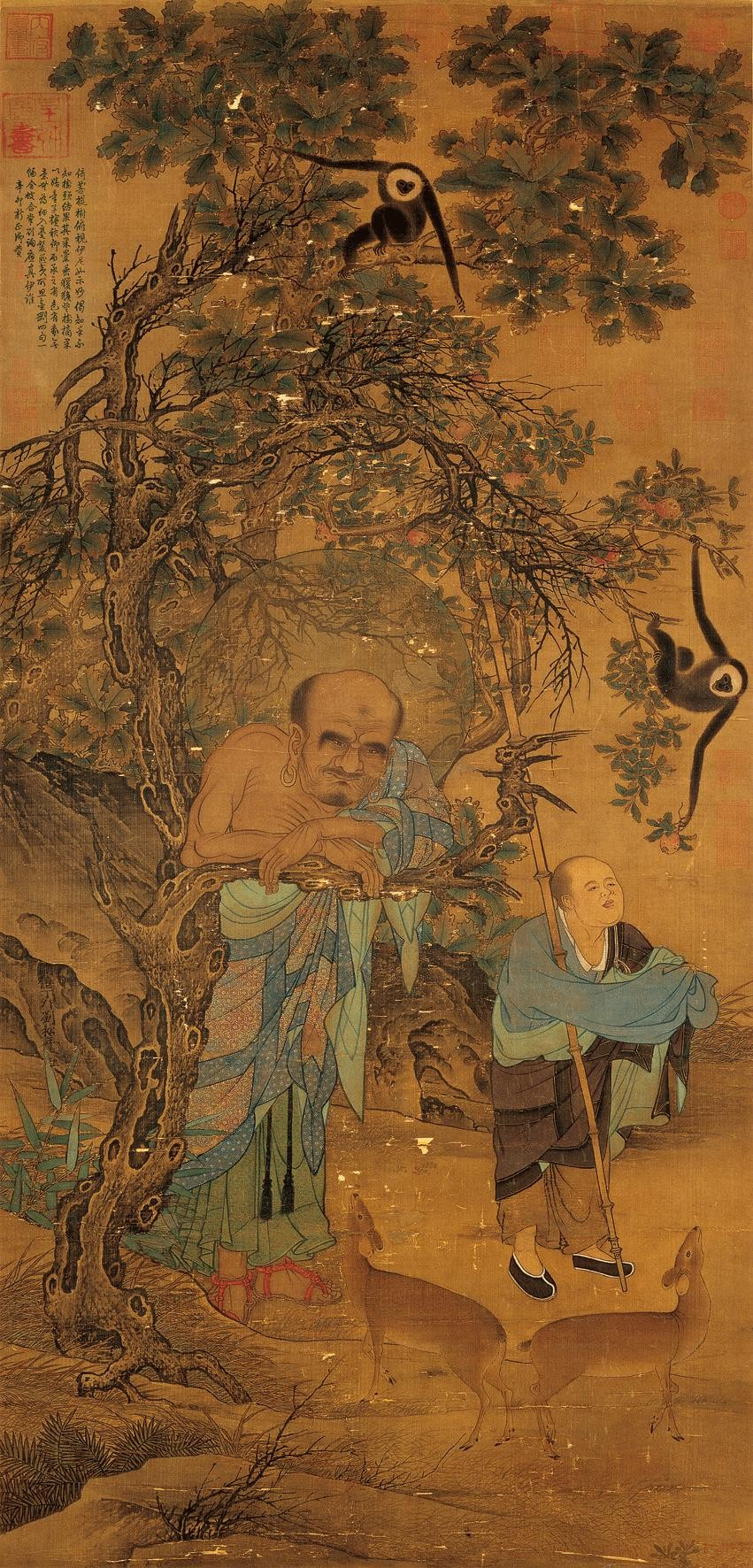
羅漢和背後的長臂猿。南宋，劉松年。

夜晚的猿鳴常用彰顯未開化的荒野，和人類文明形成對比。王維的《酬虞部蘇員外過藍田別業不見留之作》：
     貧居依谷口，喬木帶荒村。
     石路枉回駕，山家誰候門。
     漁舟膠凍浦，獵火燒寒原。
     唯有白雲外，疏鐘聞夜猿。
酬虞部蘇員外不作停留的原因不明。在這作品中，王維在藍田的「貧居」附近只有被冰凍起來的漁船、獵人生的火、偶爾傳來的鐘聲、以及夜晚的猿鳴。然而，同樣的居所在王維和裴迪合著、專門描寫王維居所的《輞川集》中，卻有鹿柴、金屑泉、湖景等等。王維喜好山水，住在荒郊野外可能正投其所好，他顯然也有足夠的資源支持他寫作和繪畫。如果王維的居所真的是富麗唐皇，在當時應會被充公。
藍田位在西安的南方、秦嶺的北側，這首詩顯示至少到中唐時期，長臂猿在的分佈仍及關中地區，遠比長臂猿現今的分佈範圍來得北。

### 李白
在《蜀道難》中，李白用「黃鶴之飛尚不得過，猿猱欲度愁攀援」來描寫情境的困難。就算「猿猱」攀爬也會發愁。
在《早發白帝城》中，「兩岸猿聲啼不住，輕舟已過萬重山」營造輕快的氛圍。相較之下，《清溪行》中的「向晚猩猩啼，空悲遠遊子」則用猿猴的啼聲營造悲傷的氛圍。
李白描寫秋浦所著的《秋浦歌》中，十七首詩有四首提到猿。如同藍田，秋浦今天已經沒有長臂猿。

### 杜甫

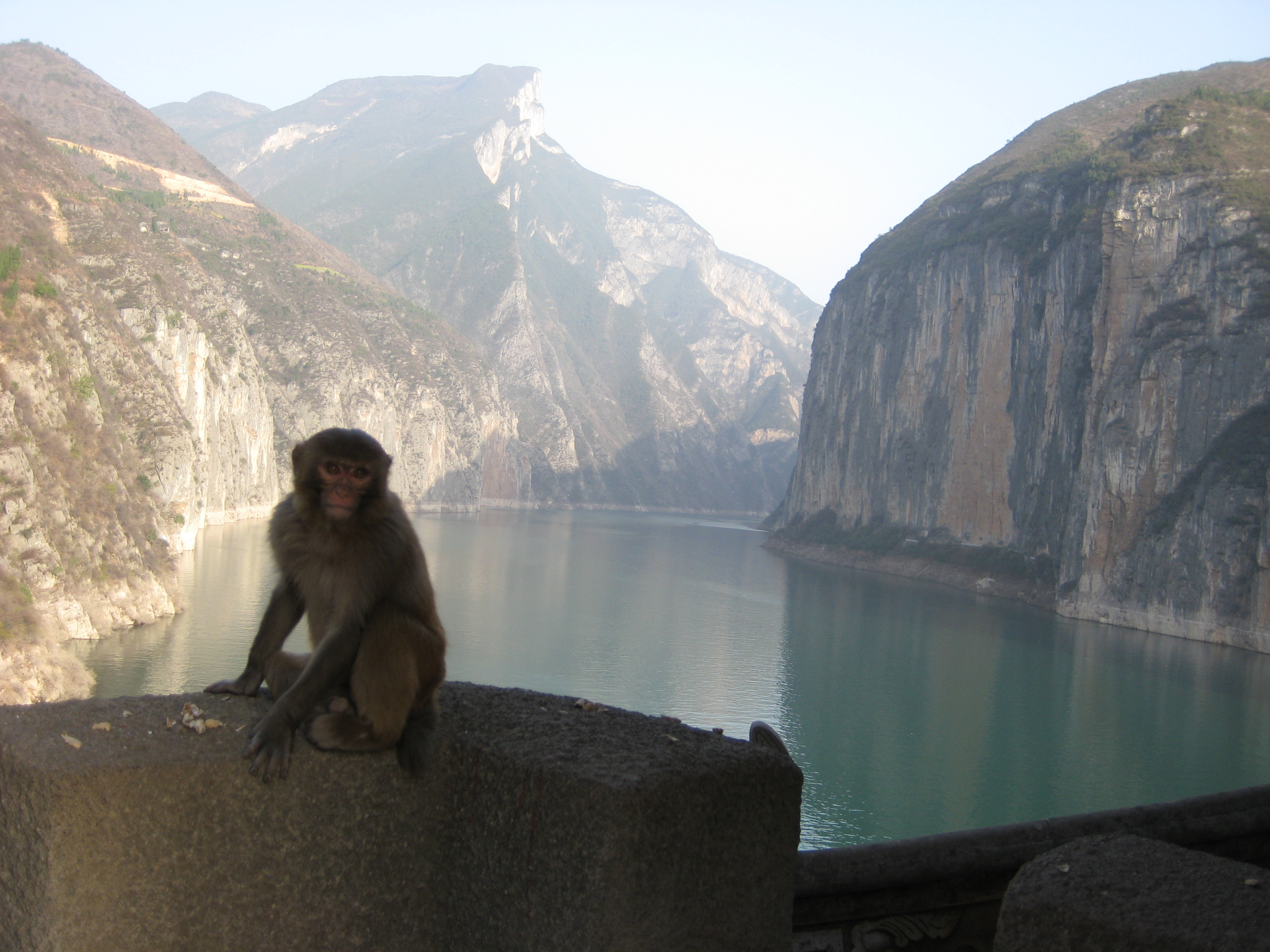
夔門的一隻獼猴。

杜甫曾因安史之亂流離到南方，創作了許多瀟湘詩歌。瀟湘詩歌通常是由被流放的官員所創作，常描寫當瀟湘地區不同於中原的風俗習慣和語言，來顯現邊遠環境的陌生。杜甫在詩中描寫猿猴也是類似的功能，其中有代表性的作品是《秋日夔府詠懷奉寄鄭監李賓客一百韻》，其中「鸂鶒雙雙舞，獼猿壘壘懸」一句，描寫獼猴一隻拉著一隻懸掛著的形象。

## 繪畫
杜甫描寫了獼猴一隻拉著一隻懸掛著的形象，這樣的形象常出現在漢傳佛教及日本畫作中，常常是在夜晚拉著尾巴掛在水面上方，在月光下在水中形成倒影。
北宋畫師易元吉是第一個以畫猿猴聞名的畫家。其他擅長畫猿猴的還有牧谿、沈栓和張大千等人。